# Mily Balakirev

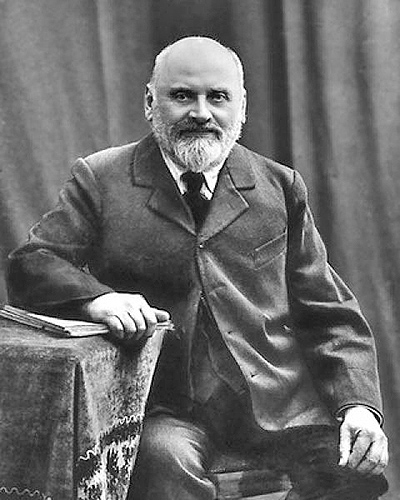
Balakirev

Mily Alexeyevich Balakirev (em russo:  Ми́лий Алексе́евич Бала́кирев no alfabeto cirílico ou Milij Alekseevič Balakirev na escrita ocidental; Nizhny Novgorod, 2 de janeiro de 1837 – São Petersburgo, 29 de maio de 1910) foi um compositor russo, mais conhecido atualmente por fazer parte e liderar o Grupo dos Cinco, um grupo nacionalista de músicos russos no qual faziam parte também César Cui, Modest Mussorgsky, Aleksandr Borodin e Nikolai Rimsky-Korsakov. Os cinco estão sepultados no Cemitério Tikhvin.
Conseguiu se tornar pianista mesmo tendo tido apenas dez aulas na infância; o máximo que sua família conseguiu pagar. Milij viveu mais que todos os seus colegas do grupo exceto César.

## Obra
A maior parte de sua obra é composta por canções, tanto eruditas quanto populares. Balakirev escreveu também duas sinfonias, dois poemas sinfônicos, quatro aberturas e diversas peças para piano, entre as quais figura Islamey: Fantasia oriental, sua obra mais conhecida, principalmente entre pianistas, devido a sua complexidade e imensa dificuldade.

### Sinfonias
- Sinfonia No. 1 em Dó maior (1864-1866)
- Sinfonia No. 2 em Ré menor (1900-1908)

### Concertos
- Concerto para piano e orquestra No. 1 em Fá sustenido menor, op. 1 (1855-1856)
- Grande fantasia sobre canções russas para piano e orquestra, op. 4
- Concerto para piano e orquestra No. 2 em Mi bemol maior (1861)

### Aberturas
- Abertura sobre o tema de uma marcha espanhola, op. 6 (1857)
- Abertura sobre três temas russos (1858)
- Abertura sobre temas tchecos Na Boêmia (1867, revisto em 1905)

### Poemas sinfônicos
- Rússia, segunda abertura sobre temas russos (1863-1864, revisto em 1884)
- Tamara (1867-1882)

### Sonatas
- Sonata para piano No. 1 em Si bemol menor, op. 5
- Sonata para piano No. 2 em Si bemol menor, op. 102 (1905)

### Piano
- Islamey: Fantasia oriental, op. 18 (1869, revisto em 1902)

### Câmara
- Octeto, op. 3